# الطيف العطري

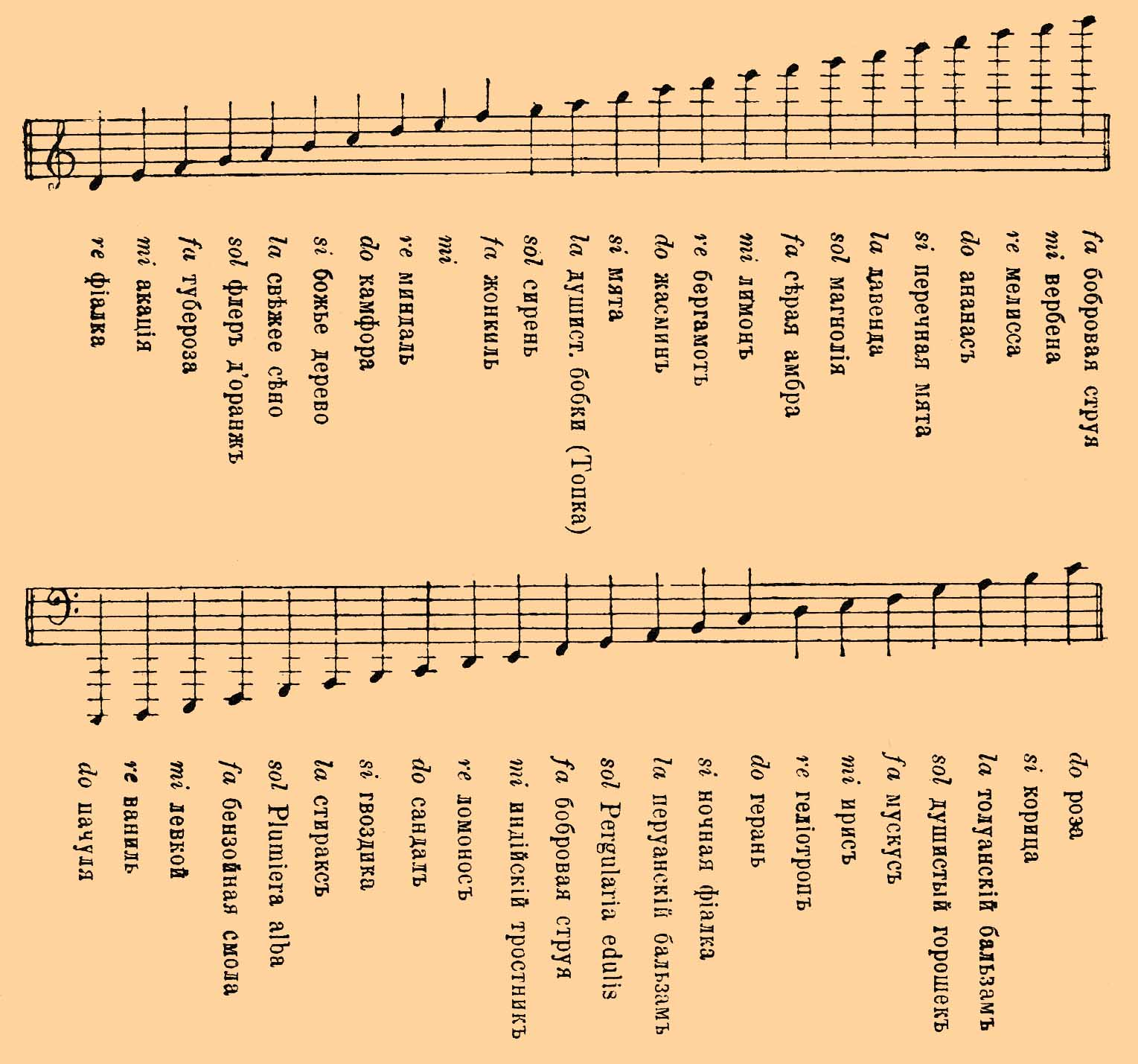

يشير الطيف العطري إلى درجات تركيز واستمرارية الروائح في العطور التجارية. ينقسم الطيف العطري إلى 3 مستويات: ذروة الطيف، قلب الطيف، وقاعدة الطيف.
- ذروة الطيف: وتشمل الروائح البارزة التي تظهر قويةً عند اشتمام العطر ثم تخف قوتها تدريجيا وتبرز بدلاً منها الروائح الأساسية المنتمية لقلب الطيف.
- قلب الطيف: ويشمل الروائح الأساسية التي تظهر أثناء التراجع التدريجي في حدة روائح ذروة الطيف. وتتميز تلك الروائح باستمرارها لفترة أطول من روائح ذروة الطيف.
- قاعدة الطيف: وتشمل الروائح الكامنة المتبقية بعد اختفاء الروائح البارزة بشكل كامل تقريبا. وتختلط روائح قاعدة الطيف مع روائح قلب الطيف. وتَعْلَقُ روائح هذا الطيف بالجسم لفترة طويلة تستمر لساعات حتى بعد زوال روائح الذروة البارزة.